# أنقليس ثعباني خرطوني
أنقليس ثعباني خرطوني (الاسم العلمي: Yirrkala timorensis) هو نوع من الأسماك، يتبع فصيلة الأنقليس الثعباني.